# ドミニカ・レスニェビッチ
ドミニカ・レスニェビッチ（Dominika Leśniewicz、1974年1月13日 - ）はポーランドの元女子バレーボール選手。現役時代のポジションはリベロ。元ポーランド代表。

## 来歴
- クラブチーム

グルジョンツ出身。1990年、Wisła Krakówへ入団。1992/93シーズンのポーランドリーグで準優勝を果たす。1994/95シーズンの国内リーグでは3位となった。1996年、PTPSピワへ移籍し2シーズンプレーした。1998年、KS Pałac Bydgoszczへ移籍し、正リベロとして活躍。2000/01シーズンと2004/05シーズンの国内リーグで準優勝、ポーランドカップで優勝を果たした。2005/06シーズンは国内リーグ4位、ポーランドスーパーカップで優勝した。2007/08シーズンをもって現役を引退した。
- 代表チーム

アンダーカテゴリーの代表として1991年のU-19世界選手権に出場した。2001年、シニアのポーランド代表に初選出され、同年の欧州選手権でデビュー。2002年、世界選手権では正リベロとして出場した。2003年、欧州選手権では金メダルを獲得した。2004年、ワールドグランプリに出場した。

## 球歴
- 世界選手権 - 2002年
- ワールドグランプリ - 2004年
- 欧州選手権 - 2001年、2003年

## 所属クラブ
- Wisła Kraków（1990-1996年）
- PTPSピワ（1996-1998年）
- KS Pałac Bydgoszcz（1998-2008年）